# 德尔·登普斯
德尔·登普斯（英語：Dell Demps，1970年2月12日—），美国NBA联盟前职业篮球运动员。先前擔任紐奧良鵜鶘總經理，因安东尼·戴维斯事件已被炒魷魚。